# Fht Flüssiggas Handel und Transport

Die fht Flüssiggas Handel und Transport GmbH & Co, KG mit Sitz im nordrhein-westfälischen Hürth ist ein deutsches Handels- und Dienstleistungsunternehmen für Flüssiggas.
Geschäftszweck des Unternehmens ist der Handel mit bzw. Transport von Flüssiggas (Propan bzw. Butan) als Heiz-, Treib- oder Autogas sowie die Durchführung damit im Zusammenhang stehender Dienstleistungen. Als technischer Dienstleister führt fht Reparaturen und Prüfarbeiten an Gasbehältern durch.
fht ist ein Gemeinschaftsunternehmen mehrerer Flüssiggashändler, die über das Unternehmen im Wesentlichen ihre Endverbraucher beliefern Gesellschafter sind die Drachen Propangas GmbH, Wetzlar mit 18,349 %, die KR Knauber Rheingas GmbH & Co. KG, Bonn mit 51,193 %, die TEGA – Technische Gase und Gasetechnik GmbH, Würzburg mit 16,514 % und die Tyczka Energy AG, Geretsried mit 13,944 %.
fht liefert Gas von rund 50 Standorten in Deutschland aus und verfügt über eine Flotte von rund 100 Spezialgastankwagen. Teile des Fuhrparks werden mit Autogas betrieben.
Das Unternehmen ist außerordentliches Mitglied im Deutschen Verband Flüssiggas e.V., dem auch die Gesellschafter als ordentliche Mitglieder angehören.